# 紅頰獴
紅頰獴（学名：Herpestes javanicus）又叫紅臉獴、印度獴或爪哇獴，是灵猫科獴属的一個品種，廣泛分佈亞洲多個不同的地方，分為不同亞種。獴在世界很多地方均可找到，但紅頰獴的體型比非洲的亞種細型。

## 分佈及習性
紅頰獴主要分佈於亞洲南部，由伊朗到中國華南地區，再分佈至印尼。這個品種的適應能力很強，可以於不同的自然環境生存，包括濕地、草原、森林等，但較偏向空曠地方。
该物种的模式产地在爪哇。

## 獵食
紅頰獴是機會主義者，任何有能力捉到的小動物均成為牠們的食物，例如昆蟲、兩棲類、蝸牛、蜥蜴、雀、老鼠等，甚至蛇虱可以捕食到。

## 習性
紅頰獴一般為獨行性，但到了繁殖季節時均會以2至4隻群居。牠們為晝行性動物，喜歡玩耍。

## 外來入侵種
紅頰獴曾被認為是人類刻意引入農田以防治鼠害，但獴亦有捕捉雀及其蛋，對部份地方的生態環境帶來嚴重威脅。國際自然保護聯盟物種存續委員會的入侵物種專家小組（ISSG）列為世界百大外來入侵種。

## 亚种
红颊獴包括以下亚种
- （学名： (Hodgson, 1836)）
- （学名： (Gervais, 1841)）
- 红颊獴指名亚种（学名： (É. Geoffroy Saint-Hilaire, 1818)）
- 红颊獴东方亚种（学名： (Sody, 1936)）
- （学名： (Blyth, 1845)）
- （学名： (Ghose, 1965)）
- 红颊獴云南亚种（学名：Herpestes javanicus peninsulae），Schwarz于1910年命名。分布于泰国以及中国大陆的云南（南部）等地。该物种的模式产地在曼谷。[4]
- （学名： (Kloss, 1917)）
- （学名： (Anderson, 1875)）
- 红颊獴海南亚种（学名：Herpestes javanicus rubrifrons），J. Allen于1909年命名。在中国大陆，分布于海南、广西、广东等地。该物种的模式产地在海南岛五指山。[5]
- 红颊獴泰国亚种（学名： (Kloss, 1917)）
- （学名： (Sody, 1949)）

## 保护
本种于2023年被收录入《有重要生态、科学、社会价值的陆生野生动物名录》。